# Wemersoniella knudseni
Wemersoniella knudseni är en blötdjursart som beskrevs av Victor Scarabino 1995. Wemersoniella knudseni ingår i släktet Wemersoniella och familjen Wemersoniellidae. Inga underarter finns listade i Catalogue of Life.